# Баламирзоев, Назим Лиодинович
Назим Лиодинович Баламирзоев (4 ноября 1984, Махачкала, Дагестанская АССР, РСФСР, СССР) — российский экономист, кандидат экономических наук, ректор Дагестанского государственного технического университета.

## Биография
С 1 по 3 класс учился в школе № 10 в Махачкале. Далее учился в школе № 40, которую окончил в 2001 году с отличием. В 2006 году окончил с отличием Дагестанский государственный технический университет по специальности «Таможенное дело». С 2007 года работает в ДГТУ, начинал с должности ассистента кафедры государственного и муниципального управления, далее работал старшим преподавателем кафедры маркетинга, также старшим преподавателем кафедры Энергетика и управление Нефтегазопромышленности. В 2010 году защитил кандидатскую диссертацию по специальности «Экономика и управление народным хозяйством». С 2010 по 2011 годы работал заместителем декана по учебной работе на факультете государственного и муниципального управления. С 2011 по 2013 годы работал заместителем начальника учебно-методического управления. С января 2014 года по сентябрь 2017 года работал в должности декана технологического факультета. В 2017 году возглавлял Центр одаренных детей при ДГТУ — «Альтаир». Летом 2018 года уехал в Москву, устроился в один из ведущих ВУЗов Москвы, однако через несколько месяцев, по настоянию ректора ДГТУ Тагира Исмаилова вернулся в родной университет. С 2018 по 2020 годы занимал должность декана факультета информационных систем, финансов и аудита. С 2020 года работал Врио проректора по учебной части вуза. В 2021 году ему было присвоено ученое звание — доцент. 23 февраля 2022 года стало известно, что по решению Министерства образования и науки России, был назначен ВрИО ректора ДГТУ, после ареста Нурмагомед Суракатов с 5 февраля 2022 года врио ректора был Гамид Ирзаев. 31 января 2023 года был назначен и.о. ректора ДГТУ. 24 октября 2023 года сотрудники и студенты ДГТУ избрали Назима Баламирзоева ректором ВУЗа на пятилетний срок.

## Личная жизнь
Родился в Махачкале. Родовое село находится в Сулейман-Стальском районе. По национальности — лезгин. Имеет двоих детей: мальчика и девочку.

## Публикации
Автор более более 140 научных работ, 5 курсов лекций, 5 учебно-методических разработок, 7 монографий, имеет 2 свидетельства на программы ЭВМ и базы данных и имеет несколько патентов на изобретения.

## Награды
- Победитель гранта Президента Российской Федерации в области гуманитарных наук.
- Почетный работник сферы образования Российской Федерации;